# Rough Riders de Long Island
Maillots
Les Rough Riders de Long Island (en anglais : Long Island Rough Riders) sont un club de soccer basé à South Huntington, à Long Island dans l'État de New York. Fondé en 1994, les Rough Riders participent à la USL League Two. 